# David Hall
För andra betydelser, se David Hall (olika betydelser).
David Emanuel Hall (före 1942 Gustavson,  i riksdagen kallad Gustavson i Sala sedan Gustavson i Västerås sedan Gustavson i Stockholm och sedan åter Gustavson i Västerås), född 27 februari 1898 i Sala stadsförsamling, Västmanlands län, död 7 februari 1957 i Västerås domkyrkoförsamling, Västmanlands län, var en svensk socialdemokratisk politiker. 
Hall var ledamot av Västmanlands läns landsting och riksdagsledamot i andra kammaren, samt finansminister en kort tid under 1949. Till yrket var han sadelmakare.

## Biografi
Hall var son till sadelmakaren Anders Gustaf Gustafson och Johanna Maria Ersson. 1942 bytte han efternamn från Gustavson till Hall. Hall utbildade sig till sadelmakare med praktik i Södertälje, Östersund och Bollnäs. Han engagerade sig tidigt i SSU, och blev 1921 ordförande i Västmanlands SSU-distrikt. 1926 öppnade han eget sadelmakeri. 1927 gifte han sig med Helga Antolina Ahnstam (1895–1962). 
Hall var ledamot av Västmanlands läns landsting från 1943 till 1956. Efter andrakammarvalet 1932 blev han riksdagsledamot och satt i andra kammaren för Västmanlands län fram till sin bortgång. Halls riksdagsmotioner handlade ofta om skolfrågor samt ekonomiska och konstitutionella frågor, till exempel förslag om sänkt rösträttsålder.
Tidigt placerades Hall i bankoutskottet i riksdagen. Han blev senare ledamot av riksbanksfullmäktige och från 1945 vice ordförande i Sveriges riksbanks styrelse. Han utsågs vidare till ledamot av utrikesutskottet och utrikesnämnden, suppleant i statsutskottet och till ledamot av den socialdemokratiska riksdagsgruppens förtroenderåd.
Den 1 juli 1949, efter Ernst Wigforss avgång, utnämndes Hall till statsråd och chef för finansdepartementet. Redan under hösten samma år kom han dock att bli huvudperson i den så kallade Hallaffären, som främst gällde brev Hall skrivit till medlemmar i den socialdemokratiska landstingsgruppen i Västmanlands län. Ett av breven innehöll uppmaningar till Albert Lundkvist, landstingets dåvarande ordförande, att dra sig tillbaka med anledning av ännu ej offentliggjorda revisionsanmärkningar som Hall kunnat ta del av. Efter att Lundkvist gått till pressen med breven förklarade den socialdemokratiska partistyrelsen Halls agerande som olämpligt, med tanke på hans position. Den 17 oktober begärde Hall sitt entledigande från statsrådsämbetet. Han kom dock att sitta kvar som andrakammarledamot till sin död, och efter valet 1950 blev han själv vald till landstingsordförande i Västmanlands län.